# Letícia Bufoni
Letícia Bufoni (portuguès brasiler: Letícia Bufoni e Silva)  (São Paulo, 13 d'abril de 1993) és una patinadora de monopatí brasilera. Ha estat sis vegades medallista d'or als X Games. El 7 d'abril de 2021, Bufoni va obtenir la doble ciutadania estatunidenca. El mateix any, va participar al debut del monopatí de carrer com a esport als Jocs Olímpics d'Estiu de Tòquio 2020, representant al Brasil.

## Trajectòria
Bufoni va començar a patinar als nou anys, i la seva àvia li va comprar el seu primer monopatí quan tenia 11 anys. Als 14 anys, Bufoni es va traslladar als Estats Units d'Amèrica. Va assistir a la Hollywood High School, però va marxar-ne després de fer tantes campanes que va estar a punt de ser expulsada.
El 2007 va competir en els seus primers X Games, amb 14 anys, a Los Angeles. Bufoni es va convertir en una de les atletes d'esports d'acció més conegudes i influents del món. Va guanyar la Copa del Món de Monopatí quatre anys consecutius 2010-2013 i va aparèixer al Llibre Guinness dels Rècords (2017) per aconseguir-hi el màxim de victòries.
El 2015, va guanyar el primer campionat femení de la Street League Skateboarding a Chicago. També va aparèixer a la revista d'ESPN i va ser la primera patinadora a fitxar per Nike SB el 2015. El 2018, Forbes va nomenar Bufoni com una de les esportistes més poderoses del 2018 (núm. 25).
Bufoni és un personatge jugable del videojoc Tony Hawk's Pro Skater 5. També apareix a Tony Hawk's Pro Skater 1 + 2, una versió millorada dels dos primers Pro Skater amb una llista actualitzada de patinadors.